# منتخب السلفادور لكرة القدم للسيدات
منتخب السلفادور الوطني لكرة القدم للسيدات (بالإسبانية: Selección femenina de fútbol de El Salvador)‏ هو ممثل السلفادور الرسمي في المنافسات الدولية في كرة القدم للسيدات، يديريه اتحاد السلفادور لكرة القدم.